# 奥中山高原農協乳業
奥中山高原農協乳業株式会社（おくなかやまこうげんのうきょうにゅうぎょう）は、岩手県二戸郡一戸町に本社を置く乳業メーカー。

## 概要
- 工場棟は、デンマークのケーチランゴ設計事務所による設計。

## 沿革
- 1999年 - 会社設立。
- 2000年 - アイスクリーム製造開始、岩手県学校給食用牛乳供給開始。
- 2003年 - 総合衛生管理製造過程の承認、HACCP導入
- 2004年 - 青森県三戸・八戸地区学校給食用牛乳供給開始。
- 2005年 - 工業汚泥肥料製造・肥料販売業免許取得。
- 2008年 - 会社分割。

## 主な商品
- 牛乳、乳飲料、発酵乳、アイスクリームを製造

## 関連事項
- 全国酪農業協同組合連合会